# Scopula infrarosea
Scopula infrarosea là một loài bướm đêm trong họ Geometridae.